# Ke-Jian A
Ke-Jian A (født 1933 i Chongqing, Sichuan, Kina, død 22. december 2022) var en kinesisk komponist, violinist og lærer.
Ke-Jian A studerede komposition og violin på Musikkonservatoriet i Shanghai og var senere violinist i Shanghai Symfoniorkester. Han har skrevet orkesterværker, kammermusik, stykker for violin, og stykker for mange instrumenter etc. Han skrev også to undervisningsbøger for violin og underviste på flere forskellige musikkonservatorier gennem tiden såsom Musikkonservatoriet i Shanghai.

## Udvalgte værker
- Honghu søen - Violinkoncert - for violin og orkester
- Gammel musik fra det solrige forår - for orkester
- Den gyldne påfugl - for orkester
- Xianzi dans - for orkester